# Hans Bergen (General)

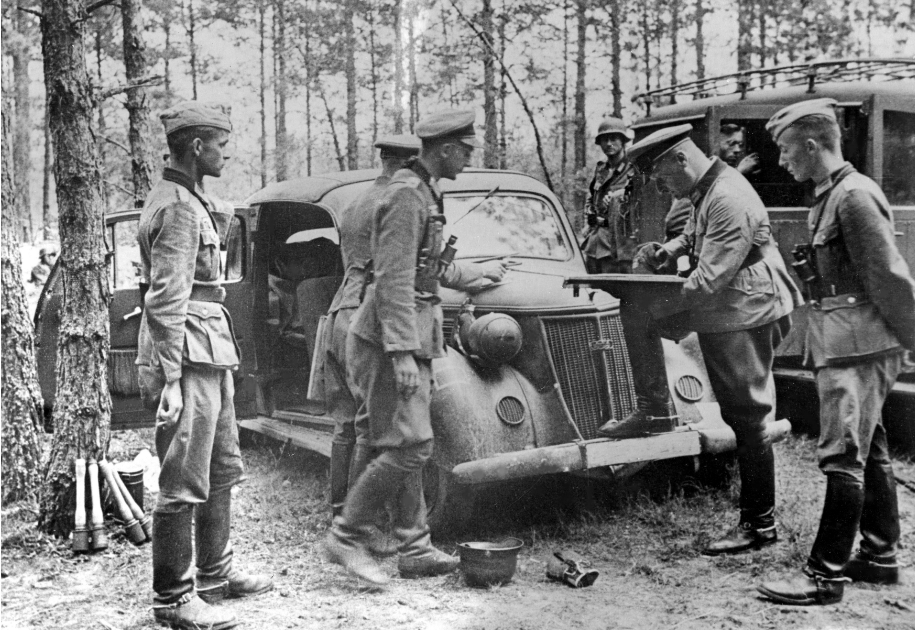
Hans Bergen (mit einer Karte auf dem Knie) gibt seinen Offizieren an der Ostfront Befehle (August 1941)

Hans Bergen (* 5. März 1890 in München; † 17. Februar 1957 in Landshut) war ein deutscher Offizier, zuletzt Generalleutnant der Wehrmacht.

## Leben
Hans Bergens Vater Fritz Bergen war Maler, ebenso sein Bruder Claus Bergen.
Am 25. September 1910 trat er als Fahnenjunker dem 10. Infanterie-Regiment in Ingolstadt bei. Im Ersten Weltkrieg wurde er verwundet und verbrachte ein halbes Jahr im Lazarett. Ende Oktober 1912 wurde er zum Leutnant befördert. Es folgten Positionen hauptsächlich in seinem Einstandsregiment als Kompaniechef und Bataillonskommandeur. Er war Gründer eines Freikorps. Nach dem Krieg wurde er Ende März 1920 im Range eines Hauptmanns aus der Armee entlassen und er trat in den Polizeidienst ein.
Anfang August 1935 erfolgte seine Übernahme in das Heer der Wehrmacht. Er diente als Oberstleutnant im Infanterie-Regiment 62 der neu aufgestellten 10. Infanterie-Division. Ende 1937 erfolgte seine Beförderung zum Oberst. Ab Ende 1938 war er im Stab des Infanterie-Regiments 62 eingesetzt. Von August 1939 bis Anfang April 1940 war er Kommandeur des neu aufgestellten Infanterie-Regiments 179, welches zu Kriegsbeginn der 57. Infanterie-Division unterstellt wurde. Mit diesem Regiment nahm er am Überfall auf Polen teil. Anschließend wurde er in die Führerreserve versetzt. Es folgten ab 1941 weitere Einsätze, u. a. als Regiments-Kommandeur und Stabsoffizier. Ab Mitte Januar 1942 war er erst stellvertretender, dann ordentlicher Kommandeur der 323. Infanterie-Division. In dieser Position wurde er am 1. Oktober 1941 zum Generalmajor befördert. Er wurde mit der Division noch an die Ostfront verlegt. Zu diesem Zeitpunkt wird ihm durch seine Vorgesetzten und Untergebene mangelnde Einsicht, aber auch schlechtes militärisches Handeln, attestiert, wie aus Schreiben des stellvertretenden Chefs des Heerespersonalamts Wilhelm Burgdorf hervorgeht. Dadurch verlor er am 5. November 1942, bevor seine „völlige Abqualifizierung“ eintrat, sein Kommando an der Ostfront.
Anschließend war er bis Mai 1943 Kommandeur der 299. Infanterie-Division. Es folgte bis zur Auflösung im November 1944 als 390. Sicherungs-Division das Kommando über die 390. Feldausbildungs-Division. Am 1. Oktober 1943 wurde er zum Generalleutnant befördert.
Weitere negative Zeugnisse und Einschätzungen einer Ermüdung Bergens führten zu einer Versetzung in das Ersatzheer. So übernahm er im Dezember 1944 als Vertretung für Kurt Schmidt die Division Nr. 526. Er versuchte, wieder einen Fronteinsatz zu erreichen, wurde aber aufgrund der schlechten Zeugnisse nicht mehr aus dem Ersatzheer versetzt. Ab Oktober 1944 war er bis Kriegsende Gerichtsherr für Standgerichte. Kurz vor Kriegsende bekam er das Kommando über die 526. Reserve-Division und anschließend auch Kommandeur der daraus neu aufgestellten 476. Reserve-Division, meldete sich krank und geriet am 29. März 1945 im Ruhrgebiet in amerikanische Kriegsgefangenschaft.

## Auszeichnungen (Auswahl)
- Eisernes Kreuz (1914) II. und I. Klasse
- Spange zum Eisernen Kreuz (1939) II. und I. Klasse als Kommandeur des Infanterie-Regiments 179
- Ritterkreuz des Eisernen Kreuzes (1941) als Kommandeur des Infanterie-Regiments 187 der 87. Infanterie-Division